# Association sportive de Kigali (féminines)
L'AS Kigali WFC est un club féminin de football rwandais basé à Kigali.

## Histoire
L'AS Kigali est fondé en 2008. Le club est soutenu par la Ville de Kigali. Kigali remporte toutes les éditions du championnat de 2009 à 2018.
En 2017-2018, une victoire 1-0 face au Scandinavia WFC lors de la dernière journée assure un dixième titre consécutif à l'AS Kigali. La saison suivante, c'est le scénario inverse qui se produit, et Kigali n'est pas sacré champion pour la première fois de son histoire.
En 2021-2022, après 15 victoires en 15 matches, l'AS Kigali perd lors de la dernière journée de championnat, mais décroche malgré tout un nouveau titre. Il représente donc le Rwanda pour la Ligue des champions féminine de la CAF 2022. Le club est éliminé en demi-finale du tournoi de qualification de la zone CECAFA par les Simba Queens. Kigali remporte la Peace Cup en battant le Kamonyi FC en finale (4-0). En 2023, le club connaît de sérieuses difficultés financière, et ne peut plus payer les salaires des joueuses. C'est finalement le sponsor qui renfloue le club. L'AS Kigali décroche son 12e titre de champion du Rwanda.

## Palmarès
- Championnat du Rwanda (12) :
  - Vainqueur en 2009, 2010, 2011, 2012, 2013, 2014, 2015, 2016, 2017, 2018, 2021-2022 et 2022-2023[9]
- Peace Cup
  - Vainqueur en 2019, 2022 et 2023
- Heroes Cup
  - Vainqueur en 2019